# 斯普林敦 (新澤西州沃倫縣)
斯普林敦（英語：Springtown）是位於美國新澤西州沃倫縣的非建制地區。

## 歷史
斯普林敦的郵局於1855年設立，其後於1912年停運。

## 地理
斯普林敦所處的海拔為高於海平面61米（即200英呎），而該地所採用的時區為UTC-5，即北美东部时区（EST）。同時該地設有夏令時間，為UTC-5調快一小時，即UTC-4（EDT）。